# Biblioteca Nacional da Hungria
Biblioteca Nacional da Hungria (em húngaro:  Országos Széchényi Könyvtár - OSZK) é uma biblioteca em Budapeste, na Hungria. É uma das duas bibliotecas nacionais húngaras, sendo a outra a Biblioteca da Universidade de Debrecen.

## História
A biblioteca foi fundada em 1802 pelo aristocrata húngaro altamente patriótico Conde Ferenc Széchényi. Széchényi viajou pelo mundo comprando livros húngaros, que ele reuniu e doou para a nação. No ano seguinte, a biblioteca pública foi aberta em Peste. O exemplo de Széchényi resultou em um movimento nacional de doações de livros para a biblioteca.
Em 1808, a Assembleia Nacional Húngara ("Dieta") criou o Museu Nacional Húngaro para colecionar as relíquias históricas, arqueológicas e naturais da Hungria. O Museu foi fundido na Biblioteca e, nos últimos 200 anos, é assim que existe, um depositário nacional de relíquias escritas, impressas e objetivas do passado húngaro.
Em 1846, o Museu Nacional Húngaro mudou-se para o seu novo edifício, mas não foi até 1949 que a Biblioteca se tornou uma entidade separada novamente, com seu nome atual. Em 1985, a biblioteca mudou-se para sua nova casa no Palácio do Castelo de Buda. O NSZL trabalha na disponibilidade semântica do catálogo.